# Bamberg-Refraktor (Berlin)
Der Bamberg-Refraktor ist ein Großteleskop. Das Linsenfernrohr hat eine Öffnungsweite von 320 mm, eine Brennweite von fünf Metern und befindet sich in der Wilhelm-Foerster-Sternwarte im Berliner Ortsteil Schöneberg.
Die Bezeichnung „Bamberg“ geht auf den Erbauer des Fernrohrs, Carl Bamberg, zurück, und der Begriff „Refraktor“ (lateinisch re = ‚zurück‘ und frangere = ‚brechen‘) besagt, dass das Fernrohr ausschließlich mit lichtbrechenden optischen Linsen ausgestattet ist und keine Spiegel oder Zonenplatten verwendet.
Neben dem Rathenower Refraktor, dem Großen Refraktor in Potsdam und dem Großen Treptower Refraktor der Archenhold-Sternwarte gehört der Bamberg-Refraktor zu den großen mit Linsen ausgestatteten Teleskopen im Berliner Raum.

## Geschichte

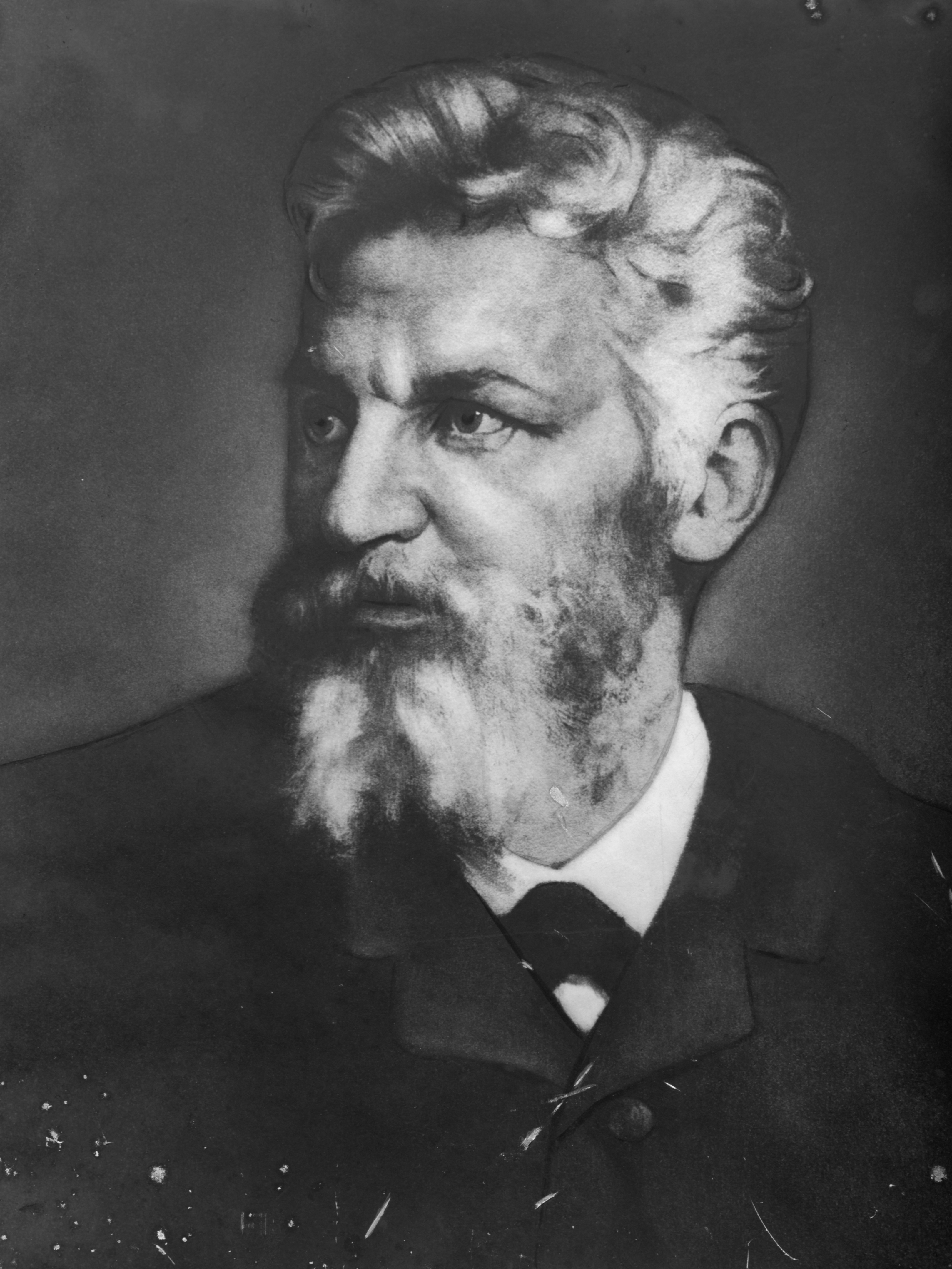
Carl Bamberg um 1890 auf einer Fotografie der Wilhelm-Foerster-Sternwarte

### Urania
Das 12-Zoll-Fernrohr wurde 1889 in den Berliner Werkstätten von Carl Bamberg in der Friedenauer Bundesallee gebaut, war damals das größte Teleskop im Königreich Preußen und nach dem Refraktor am Observatoire de Strasbourg das zweitgrößte im Deutschen Reich. 1899 wurde es vom Großen Refraktor auf dem Telegrafenberg in Potsdam übertroffen.
Das Linsenfernrohr zeichnete sich durch eine sorgfältige Herstellung, eine große Brennweite und moderne Steuerungstechnik aus. Zur weitgehend automatischen Nachführung des Fernrohrs entsprechend dem Stundenwinkel des zu beobachtenden Objekts wurde eine elektrische Uhr eingesetzt. Die Linsen wurden aus hochwertigen Gläsern des Glastechnischen Laboratoriums Schott & Genossen in Jena gefertigt. Die Gesamtkosten beliefen sich auf 50.000 Mark, was 250 kg Silber entsprach (Anmerkung: Diese Silbermenge entspricht gut 8000 Feinunzen mit einem Marktwert (Stand: 2018/2019) von gut 100.000 Euro).
Zunächst stand es nicht nur für Forschungszwecke, sondern vor allem für die Öffentlichkeit in der Sternwarte der Urania an der  Invalidenstraße in Berlin zur Verfügung, die mit einer elektrisch bedienbaren Kuppel ausgestattet war. Zu den ersten dort tätigen Astronomen zählten Friedrich Simon Archenhold und der Mitbegründer der Urania, Wilhelm Foerster. Mit dem Refraktor entdeckte der Astronom Gustav Witt 1896 und 1898 die Asteroiden (422) Berolina und (433) Eros. Mithilfe der Beobachtungen des Asteroiden Eros konnte Wilhelm F. Rabe im Jahr 1954 die 1873 von Johann Gottfried Galle mit Messungen am Asteroiden (8) Flora bestimmte Astronomische Einheit genauer bestimmen und kam auf einen Wert von 149,531 Millionen Kilometer. Auch der als Astronom ausgebildete Polarforscher Alfred Wegener nutzte den Bamberg-Refraktor in der Urania.
Im Zweiten Weltkrieg wurde zwar das Gebäude stark beschädigt und das Fernrohr hatte einen Durchschuss erlitten, die Glaslinsen waren allerdings unbeschädigt geblieben.

### Papestraße
Im Jahr 1948 bildete sich im Westteil Berlins unter der Führung von Richard Sommer (1888–1982), der der letzte Direktor der Archenhold-Sternwarte und des Planetariums am Zoo war, eine Gruppe von Amateurastronomen, die für die Bevölkerung und die Schulen wieder eine Volkssternwarte und ein Planetarium errichten wollten. Unter der Leitung des Mechanikers Hans Mühle wurde der Bamberg-Refraktor geborgen.
Unter der Aufsicht des Mitentdeckers des Kometen C/1946 K1 (Pajdusakova-Rotbart-Weber) und des Weber-Flecks auf dem Saturn, Anton Weber, wurde das Teleskop ab 1951 von den Askania-Werken in Berlin-Mariendorf instand gesetzt. Diese Arbeiten konnten mit Mitteln aus dem ERP-Sondervermögen (European Recovery Program [Europäisches Wiederaufbauprogramm]) des Berliner Senats finanziert werden.
1955 wurde es als das größte betriebsfähige Fernrohr in Berlin auf dem Gelände der Sternwarte des Wilhelm-Foerster-Instituts in der General-Pape-Straße in Berlin aufgestellt, das seit 1947 in der Halbruine eines ehemaligen Offizierskasinos von den beiden Berliner Amateurastronomen Hans Rechlin und Hans Mühle aufgebaut und im Juni 1953 in den Verein Wilhelm-Foerster-Sternwarte überführt wurde. Der Vereinsname wurde von Richard Sommer vorgeschlagen, weil Foerster der Gründer der Sternwarte der Urania war, in der der Bamberg-Refraktor seinen Dienst aufgenommen hatte.
Der Bamberg-Refraktor wurde in der General-Pape-Straße ebenfalls für öffentliche Vorführungen, aber auch zur Ausbildung von Astronomen verwendet. Die Lichtverschmutzung durch die nahegelegenen Bahnanlagen am Bahnhof Südkreuz erwies sich für die nächtlichen Himmelsbeobachtungen jedoch als ungünstig, sodass ein neuer Standort gesucht wurde. In dieser Zeit nutzte unter anderem der Astronom Dieter Lichtenknecker den Bamberg-Refraktor für Beobachtungen.
Bis die Sternwarte erneut verlegt wurde, hatten rund 130.000 Berliner die provisorische Sternwarte im Ruinenkeller besucht.

### Insulaner
Im November 1961 erfolgte die Grundsteinlegung der mit Mitteln der Deutschen Klassenlotterie Berlin gebauten Wilhelm-Foerster-Sternwarte auf dem Insulaner in Berlin-Schöneberg, der nach dem Krieg als Trümmerberg zu einer Höhe von gut 78 m aufgeschichtet wurde. Im Jahr 1962 führte Askania in Berlin-Mariendorf eine Generalüberholung des Teleskops durch, und seit der Eröffnung der Wilhelm-Foerster-Sternwarte am 30. Januar 1963 ist der Refraktor in der größten Kuppel der Volkssternwarte das wichtigste und am häufigsten eingesetzte Instrument für Vorführungen des Vereins. Die bewegliche Kuppel mit einem Durchmesser von elf Metern stammt aus dem Jahr 1905. Sie wurde in den Berliner Zeiss-Ikon-Werken in Berlin-Friedenau nicht mehr benötigt und der Sternwarte überlassen.
Mit dem Bamberg-Refraktor fertigten Adolf Voigt und Hans Giebler der Gruppe Berliner Mondbeobachter zwischen 1964 und 1969 die Rollfilm-Aufnahmen für den Berliner Mond-Atlas an, die inzwischen als Digitalisat zur Verfügung gestellt werden. Heute wird der große Refraktor hauptsächlich für öffentliche Vorführungen eingesetzt.
In den Jahren 1996 und 1997 wurde der Bamberg-Refraktor durch Gebhard Kühn bei Zeiss in Jena überholt und am 30. August 1997 feierlich eingeweiht.

## Technik

### Aufbau

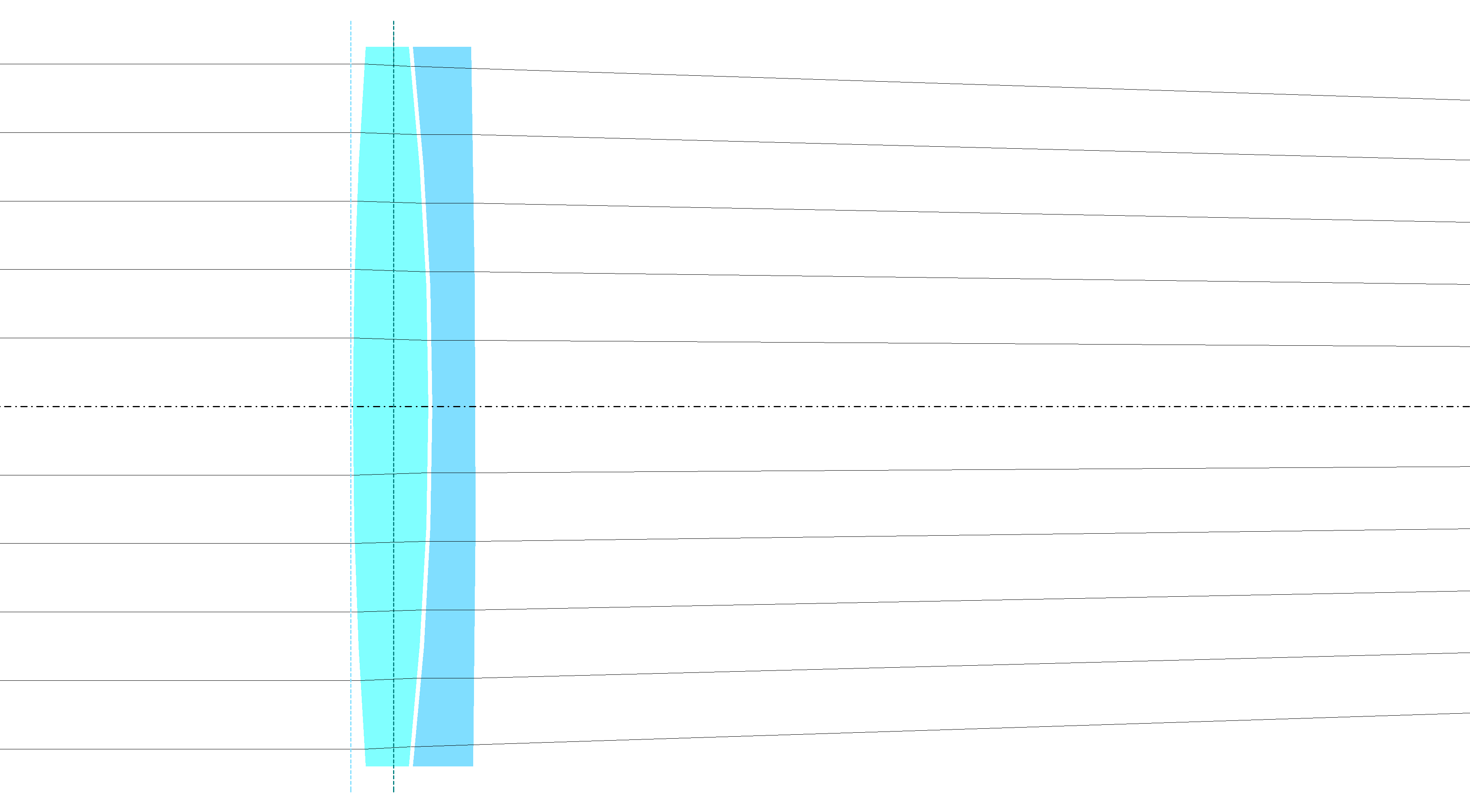
Der optische Strahlengang beim achromatischen Objektiv des Bamberg-Refraktors mit je einer Linse aus Kronglas (links) und Flintglas (rechts) mit den beiden entsprechenden Hauptebenen

Der Bamberg-Refraktor wurde nach dem Prinzip des Kepler-Fernrohrs mit einem optisch korrigierten Objektiv mit sphärisch geschliffenen Linsen aus Flint- und Kronglas konstruiert. Die sphärische Aberration und die Koma sind bei einem solchen Fraunhofer-Objektiv korrigiert. Durch die Kombination der beiden Glassorten mit unterschiedlicher Dispersion ist das Objektiv achromatisch, sodass die blauen und roten Lichtanteile fast die gleiche Schnittweite haben, die allerdings geringfügig größer ist als die Schnittweite im Grünen.
Die Gläser sind gewöhnliche Silikat-Gläser von Schott, die jedoch besonders sorgfältig verarbeitet wurden, sodass sie mit geringen Eigenspannungen und optisch rein aus der Schmelze erstarren konnten. Die beiden nicht miteinander verkitteten Linsen haben die folgenden Parameter:
| Glassorte | Schott- Glasnummer | Brechungsindex bei der Wellenlänge 589 nm | Abbe-Zahl | Form          | Objektseitiger Radius in mm | Bildseitiger Radius in mm |
| --------- | ------------------ | ----------------------------------------- | --------- | ------------- | --------------------------- | ------------------------- |
| Kronglas  | 0540               | 1,52                                      | 58,6      | bikonvex      | 2468,5                      | 01621,7                   |
| Flintglas | 0516               | 1,62                                      | 36,4      | konkav-konvex | 1661,3                      | 14579,7                   |

Je nach verwendetem Okular wird das Fernrohr meist mit Vergrößerungen von 70-fach bis 700-fach betrieben.

### Mechanik
Direkt hinter dem Objektiv befindet sich eine stufenlos einstellbare Irisblende, die während der Beobachtung mechanisch verstellt werden kann.
Mit Montierung und Ausgleichsgewicht wiegt das Instrument viereinhalb Tonnen. Es ist so austariert, dass es auch ohne Motoren von Hand bewegt werden kann.
Im Jahr 2020 wurde die Montierung von der Firma 4H Jena-Engineering mit einer neuen elektrisch gesteuerten Nachführung ausgestattet.

### Optische Eigenschaften
Aus der Öffnungsweite
{\displaystyle D=320{\text{ mm}}}
und der Brennweite
{\displaystyle f=5000{\text{ mm}}}
ergibt sich eine konstante Lichtstärke von knapp 16 respektive ein Öffnungsverhältnis von gut 1/16:
{\displaystyle k={\frac {f}{D}}\approx 15{,}6}
Diese Lichtstärke reicht aus, um mit dunkeladaptierten Augen Objekte bis zur 14. Größenklasse beobachten zu können. Bei nachgeführten astrofotografischen Aufnahmen sind je nach Belichtungszeit und Belichtungsindex auch Sterne höherer Größenklassen erkennbar (siehe auch Aufnahmen in der Bildergalerie unten).
Der bildseitige Öffnungswinkel beträgt:
{\displaystyle \omega _{b}=2\cdot \arctan {\frac {D}{2\cdot f}}\approx 3{,}7^{\circ }}
Der Durchmesser {\displaystyle d_{B}} des Beugungsscheibchens in der Bildebene beträgt bei einer Wellenlänge {\displaystyle \lambda } von 550 Nanometern im Grünen durch die Beugungsbegrenzung:
{\displaystyle d_{B}(550{\text{ nm}})\approx 2{,}44\cdot \lambda \cdot k\approx 21{\text{ µm}}\approx {\frac {1}{48}}{\text{ mm}}}
Das durch die Beugung begrenzte und als kleinster Winkel {\displaystyle \delta } zwischen zwei noch zu unterscheidenden Sternen angegebene Auflösungsvermögen des Bamberg-Refraktors beträgt also:
{\displaystyle \delta \approx \arcsin {\left(1{,}22{\frac {\lambda }{D}}\right)}\approx {0{,}00012}^{\circ }\approx 0{,}0072'\approx 0{,}43''}
Damit ergibt sich in der Bildebene des Fernrohrs eine maximale Anzahl von auflösbaren Linienpaaren {\displaystyle N_{L}} entlang des Bildkreisdurchmessers {\displaystyle B}. Die Anzahl der Linienpaare {\displaystyle N_{L}} ist dabei halb so groß wie die Anzahl der Bildpunkte {\displaystyle N_{P}}:
{\displaystyle N_{L}(\lambda )={\frac {N_{P}}{2}}\approx {\frac {B}{2{,}44\cdot \lambda \cdot k}}={\frac {B}{d_{B}(\lambda )}}}
Bei der Wellenlänge im Grünen folgt somit:
{\displaystyle N_{L}(550{\text{ nm}})={\frac {B}{d_{B}(550{\text{ nm}})}}={\frac {B}{0{,}021{\text{ mm}}}}}
Daraus resultiert in der Bildebene bei gerade noch erkennbarer Modulation also eine maximale Ortsfrequenz von knapp 48 Linienpaaren pro Millimeter, und für einen Bildkreisdurchmesser von 21 mm im Okular ergibt sich eine maximale Ortsfrequenz von 1000 Linienpaaren pro Bildkreisdurchmesser.

### Aufnahmen

Astrofotografische Aufnahmen mit dem Bamberg-Refraktor in Berlin
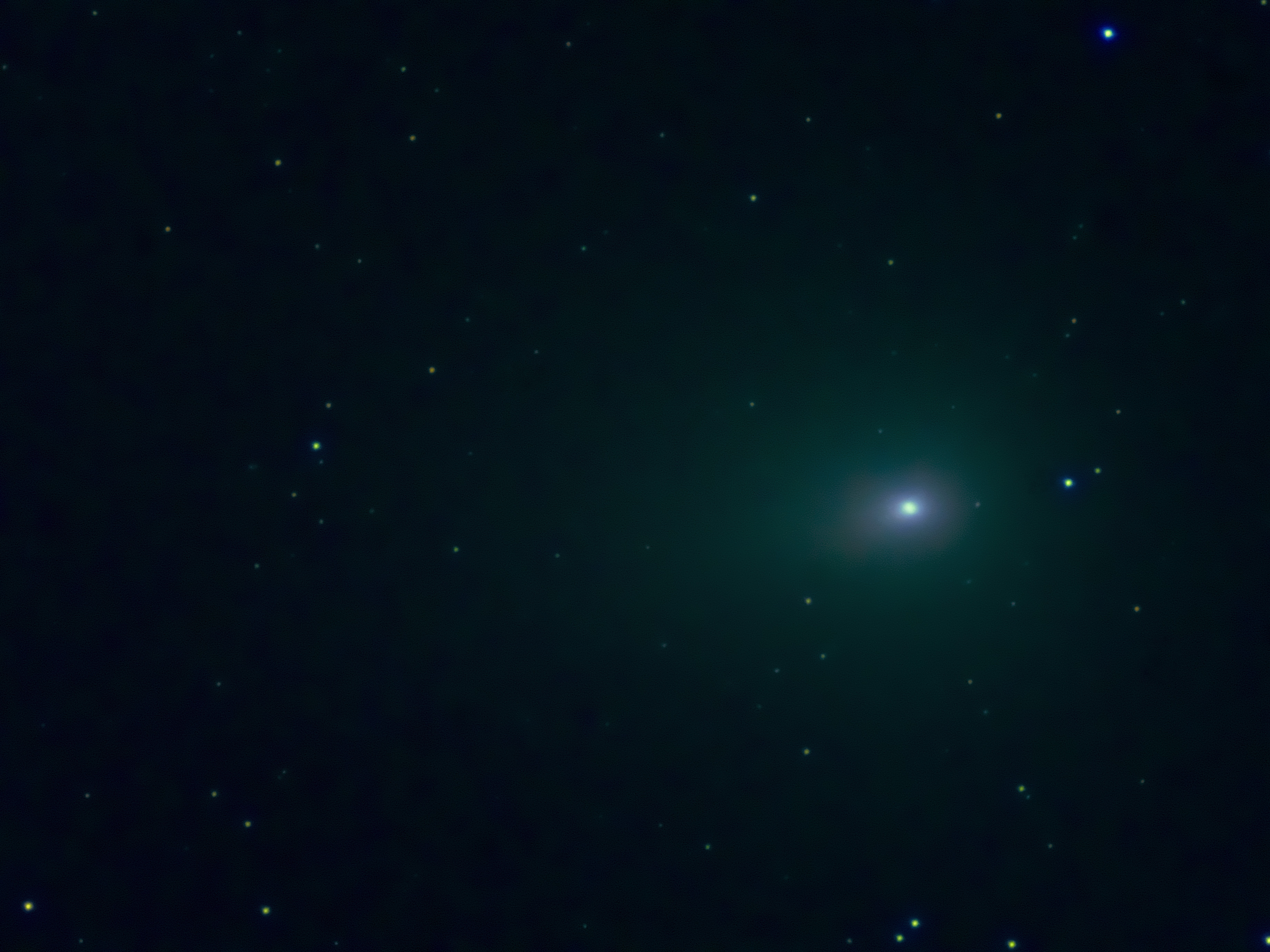
Der Komet C/2022 E3 (ZTF) aufgenommen am 5. Februar 2023 bei Vollmond in Zenitnähe im Sternbild Fuhrmann (Auriga) mit Sternen bis zur 16. Größenklasse. Zusammengesetzt aus fünf nachgeführten Einzelaufnahmen mit je 15 Sekunden Belichtungszeit, Belichtungsindex ISO 12.800, Pixelgröße 4,7 μm, Bildgröße 17 mm × 13 mm beziehungsweise 12‘ × 9‘.
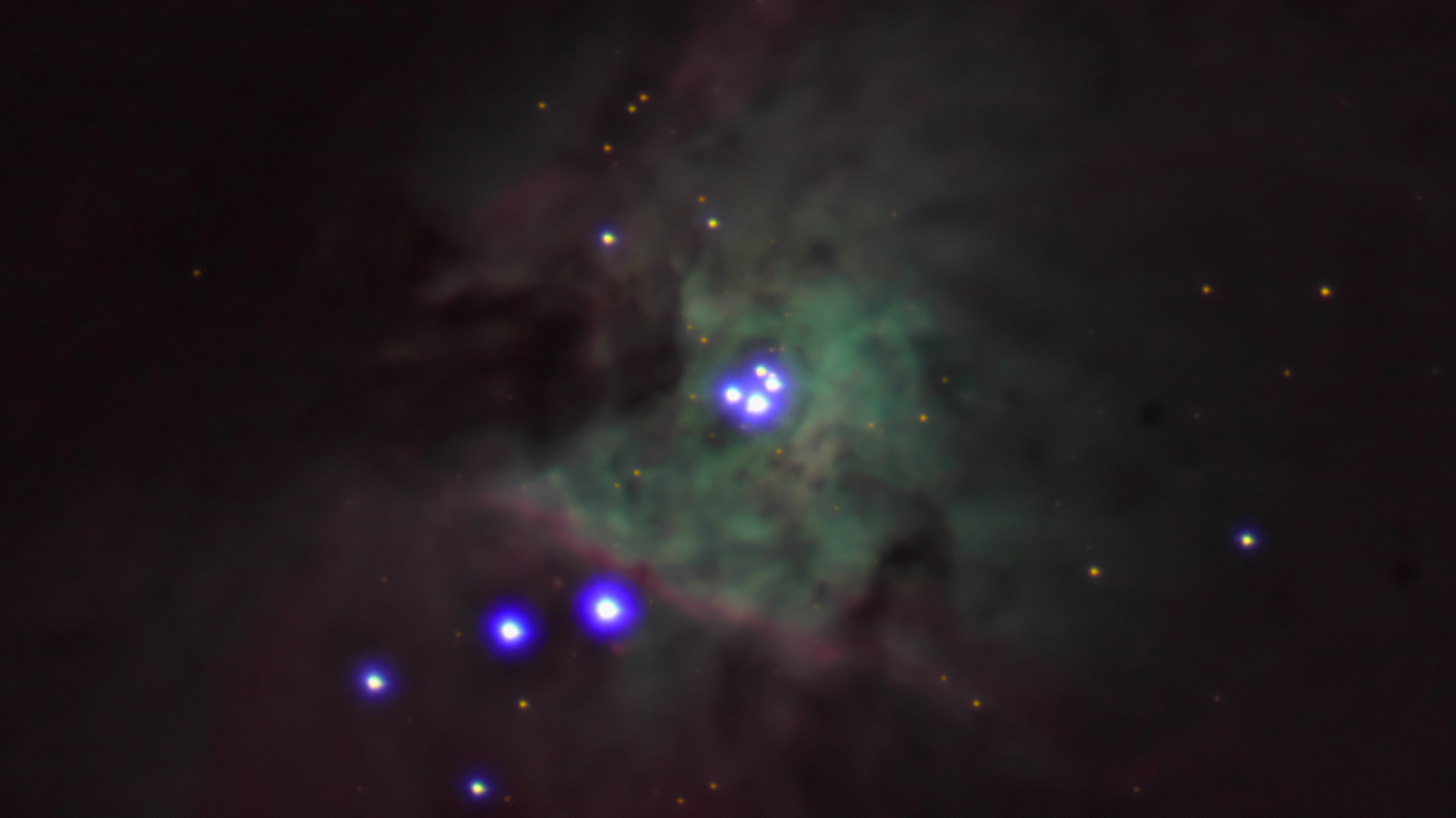
Der offene Sternhaufen Trapez aufgenommen am 5. Februar 2023 bei Vollmond im Orionnebel. Nachgeführte Aufnahme im sichtbaren Lichtspektrum. Belichtungszeit = 30 Sekunden, Belichtungsindex = ISO 800, Pixelgröße = 4,7 μm.
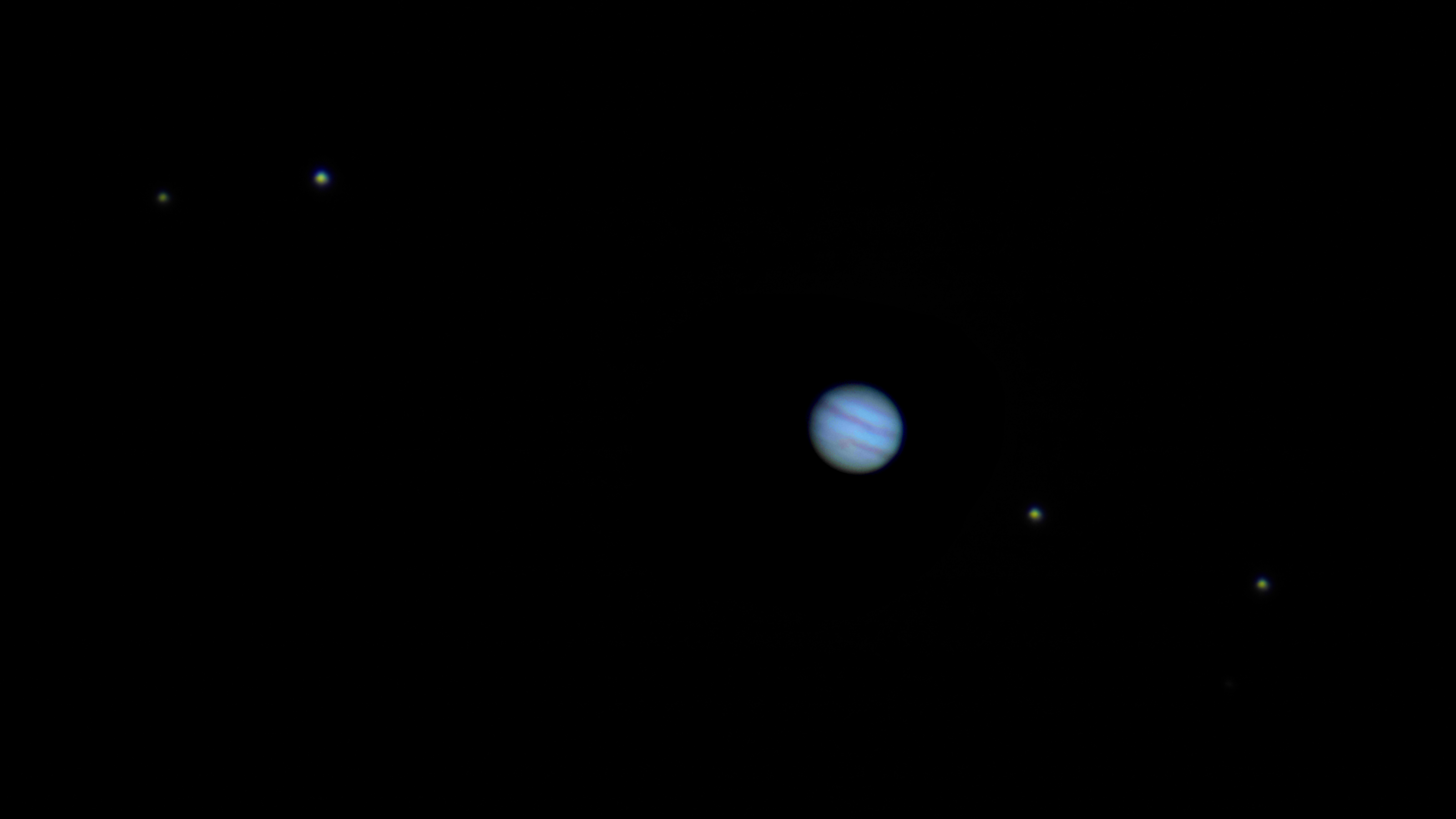
Jupiter mit den Galileischen Monden (von links nach rechts: Kallisto, Ganymed, Jupiter, Io, Europa) aufgenommen am 18. Januar 2024, Bildhöhe zirka sechs Bogenminuten.

## Sonstiges
Das ebenfalls als Bamberg-Refraktor bezeichnete Fernrohr des Bosscha-Observatoriums in Indonesien hat eine Brennweite von sieben Metern, einen Durchmesser von 370 mm (Öffnungsverhältnis = 1:19) und wurde erst im Jahr 1927 in Berlin in Auftrag gegeben. Die vergleichsweise großen und dünnen Linsen dieses langbrennweitigen Teleskops verursachen bei einem Lagewechsel des Fernrohrs eine optische erkennbare Verformung der Linsen, die durch ihr eigenes Gewicht bedingt ist.

## Galerie

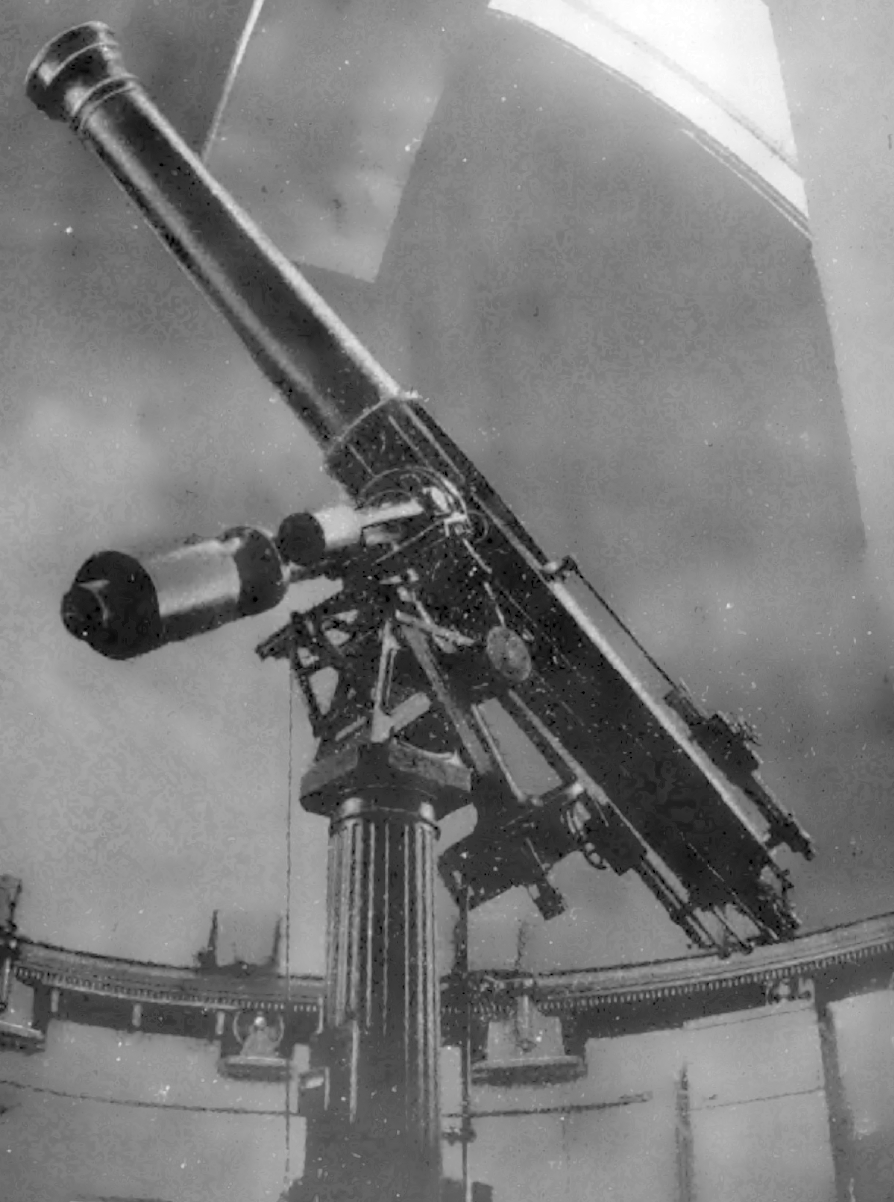
Bamberg-Refraktor 1889 in der Urania-Sternwarte
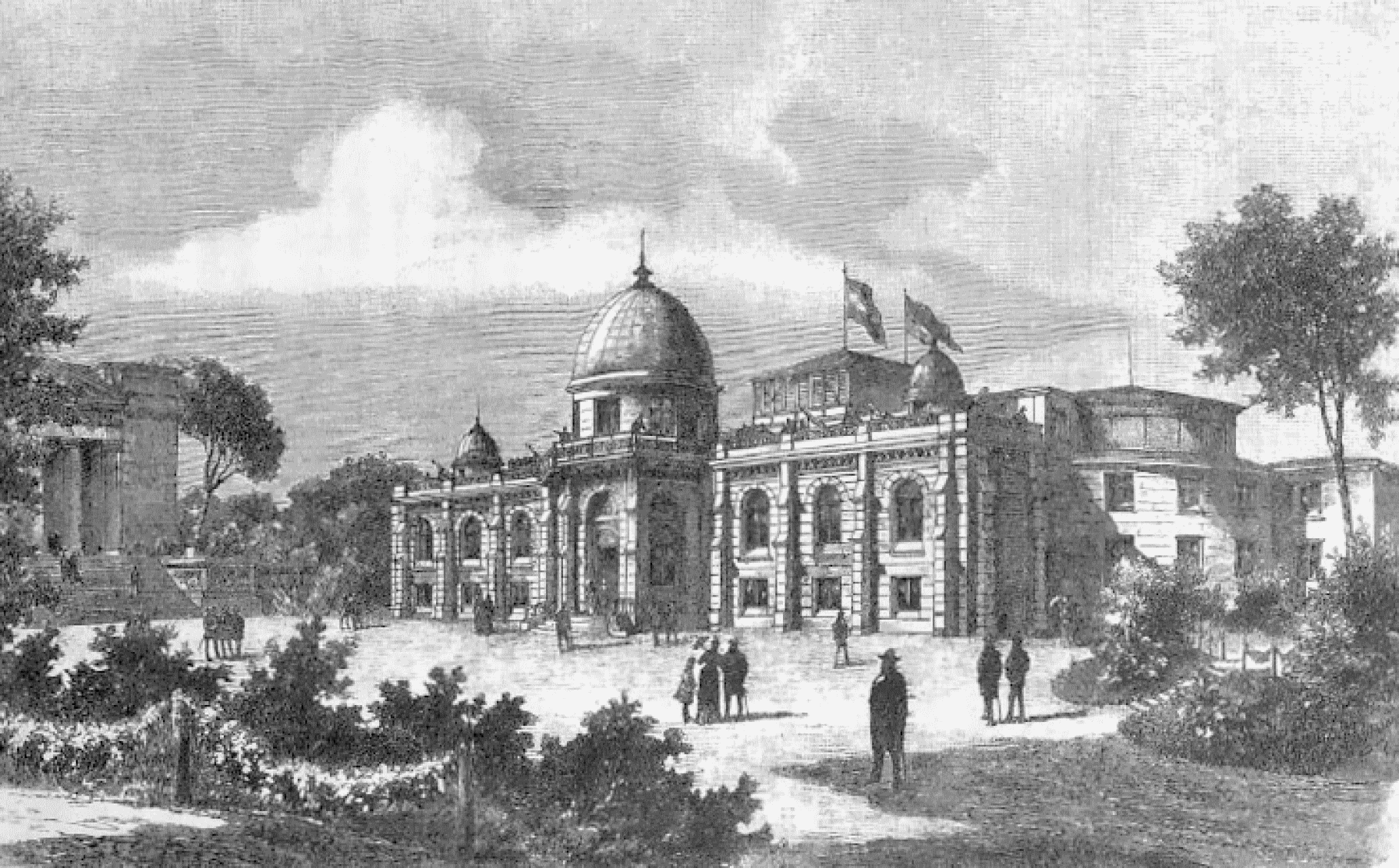
Urania-Sternwarte in Berlin, der Bamberg-Refraktor befand sich in der großen Kuppel in der Mitte des Gebäudes
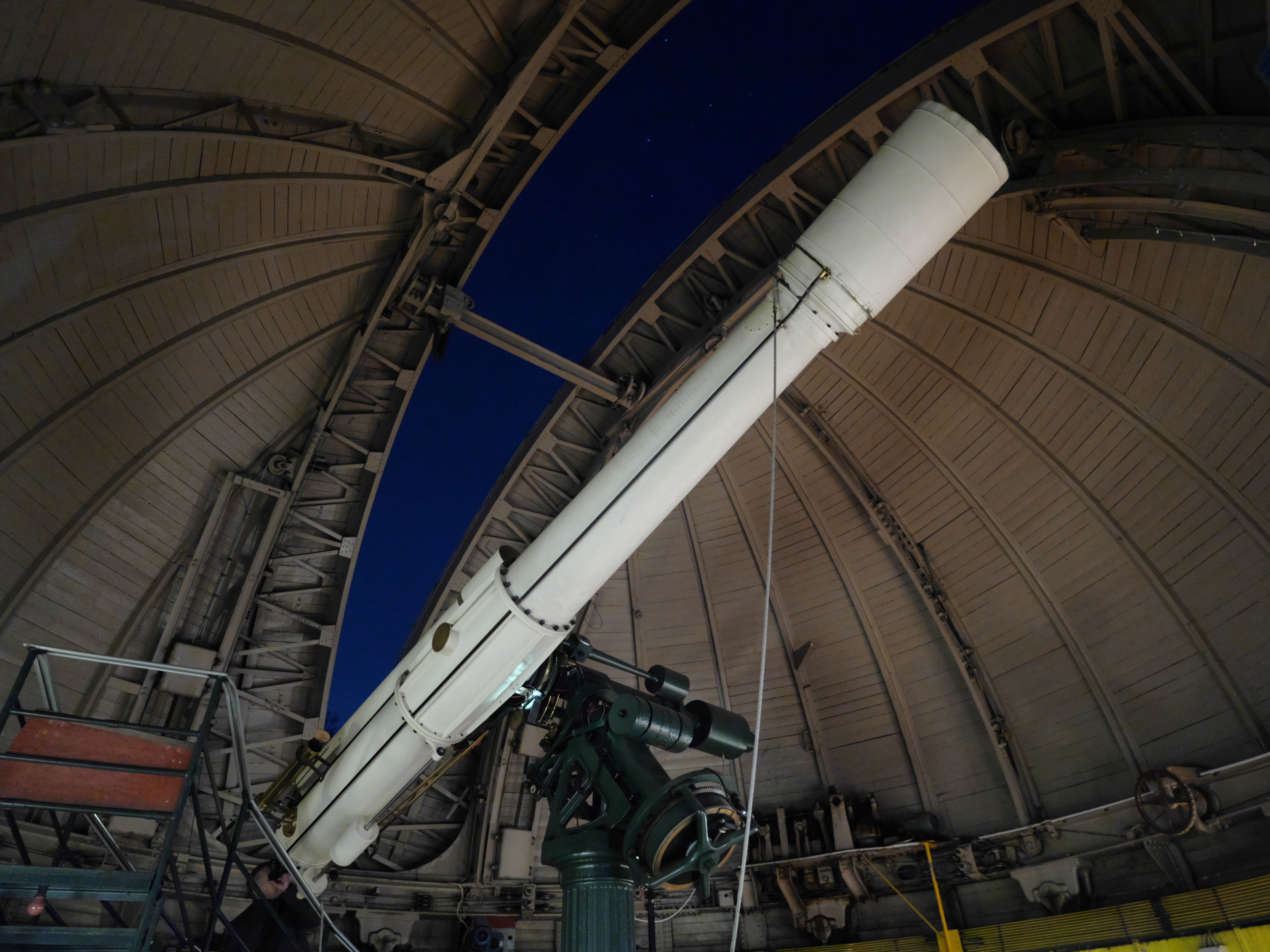
Der Bamberg-Refraktor 2022 in der Wilhelm-Foerster-Sternwarte
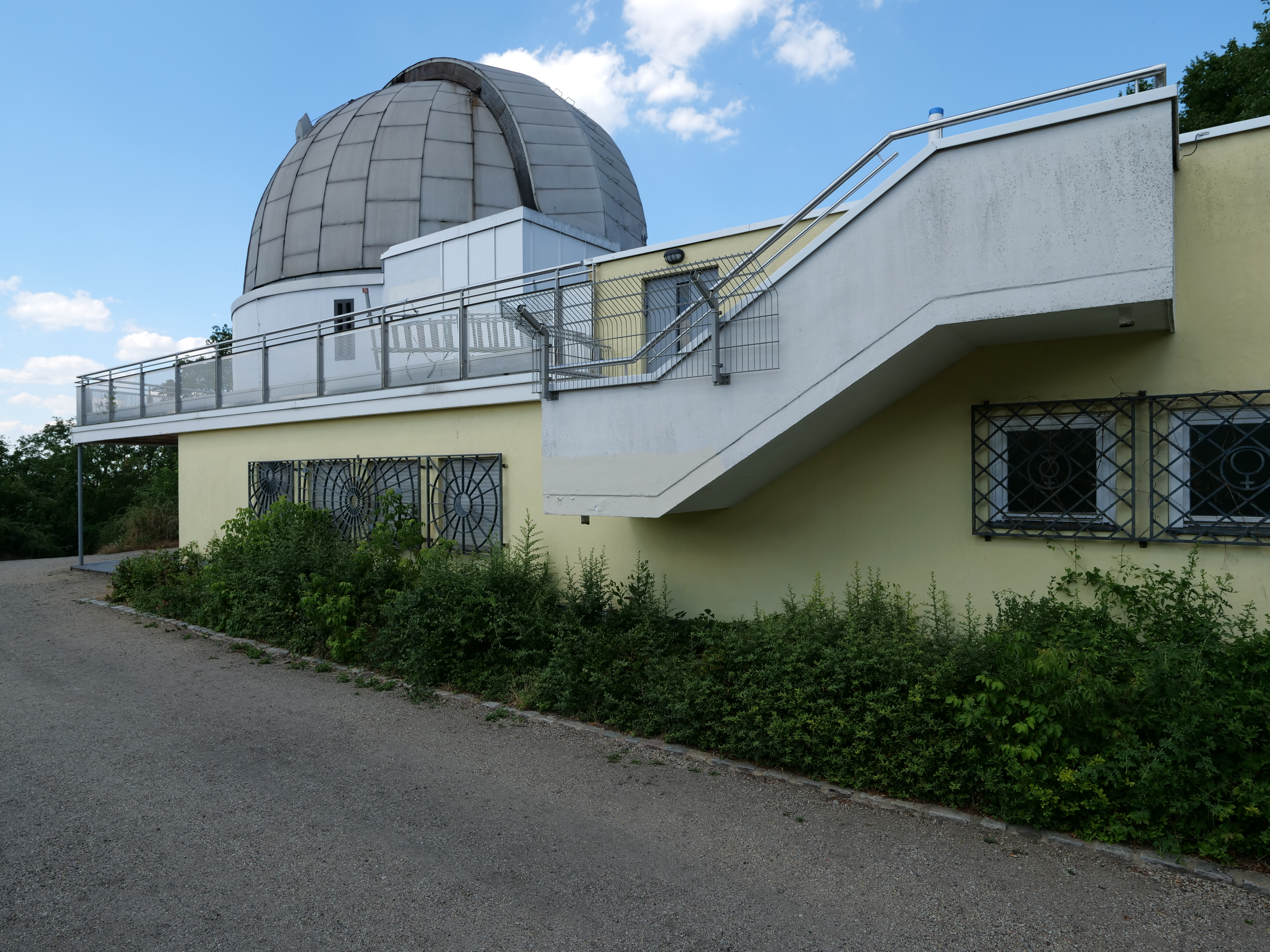
Große Kuppel der Wilhelm-Foerster-Sternwarte auf dem Berliner Insulaner
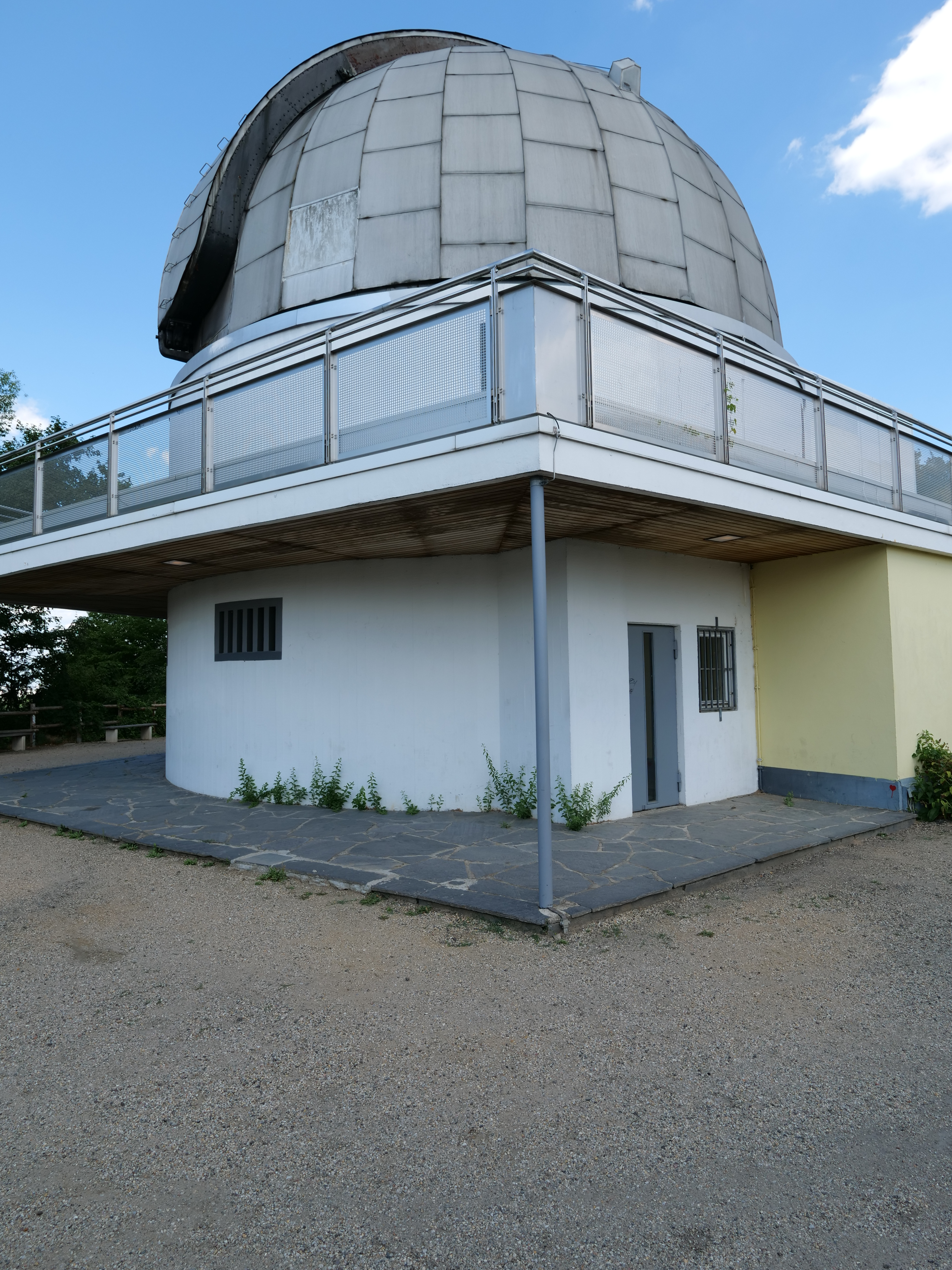
Kuppelgebäude der Sternwarte für den Bamberg-Refraktor